# Anthony Pujades
Anthony Pujades, né le 13 août 1991 à Manosque, est un triathlète  professionnel français, champion de France en 2016.

## Palmarès
Le tableau présente les résultats les plus significatifs (podium) obtenus sur le circuit national et international de triathlon depuis 2012,.
| Année | Compétition                                    | Pays         | Position           | Temps           |
| ----- | ---------------------------------------------- | ------------ | ------------------ | --------------- |
| 2021  | Coupe du monde - Étape sprint de Haeundae      | Corée du Sud | Médaille d'or      | 0 h 50 min 19 s |
| 2021  | Grand Prix de triathlon - Étape de Châteauroux | France       | Médaille d'argent  | Timing          |
| 2021  | Grand Prix de triathlon - Étape de Metz        | France       | Médaille d'argent  | Timing          |
| 2019  | Grand Prix de triathlon - Étape de Châteauroux | France       | Médaille d'or      | Timing          |
| 2019  | Grand Prix de triathlon - Étape de Dunkerque   | France       | Médaille d'argent  | Timing          |
| 2018  | Grand Prix de triathlon - Étape de Valence     | France       | Médaille d'argent  | Timing          |
| 2018  | Grand Prix de triathlon - Étape de Dunkerque   | France       | Médaille de bronze | Timing          |
| 2017  | Coupe du monde - Étape sprint de Cagliari      | Italie       | Médaille de bronze | 0 h 54 min 58 s |
| 2016  | Grand Prix de triathlon - Étape de Valence     | France       | Médaille de bronze | Timing          |
| 2016  | Grand Prix de triathlon - Étape de Quiberon    | France       | Médaille d'argent  | Timing          |
| 2016  | Championnat de France                          | France       | Médaille d'or      | 0 h 54 min 5 s  |
| 2016  | Coupe d'Europe - Étape de Karlovy Vary         | Tchéquie     | Médaille d'argent  | 1 h 54 min 54 s |
| 2014  | Grand Prix de triathlon - Étape de Dunkerque   | France       | Médaille de bronze | Timing          |
| 2014  | Grand Prix de triathlon - Étape d'Embrun       | France       | Médaille de bronze | Timing          |
| 2012  | Grand Prix de triathlon - Étape de Dunkerque   | France       | Médaille de bronze | Timing          |
| 2012  | Coupe d'Europe - Étape d'Antalya               | Turquie      | Médaille d'or      | 1 h 47 min 23 s |
| 2012  | Coupe du monde - Étape sprint de Tiszaújváros  | Hongrie      | Médaille de bronze | 0 h 52 min 10 s |